# Gwi-in Jo
Gwi-in Jo, född 1617, död 1652, var en koreansk konkubin. Hon var kung Injos favorit och känd för sitt stora inflytande över honom. Hon fick år 1646 kronprinsessan Minhoe avrättad anklagad för den avlidne kronprinsens död, sedan Minhoe först hade anklagat Gwi-in Jo för att ha förgiftat denne. 